# Краус, Чарльз
Чарльз Краус (англ. Charles Krause) — американский гимнаст и легкоатлет. Серебряный и бронзовый призёр летних Олимпийских игр 1904 года.
В гимнастике, на Играх 1904 в Сент-Луисе Уилсон соревновался в четырёх соревнованиях. Он занял второе место в лазании по канату и третье в командном первенстве. Также он занял 45-е место в первенстве на 9 снарядах и 48-е в личном первенстве.
В лёгкой атлетике Краус соревновался только в троеборье, в котором он разделил 64-е место.